# 고적운

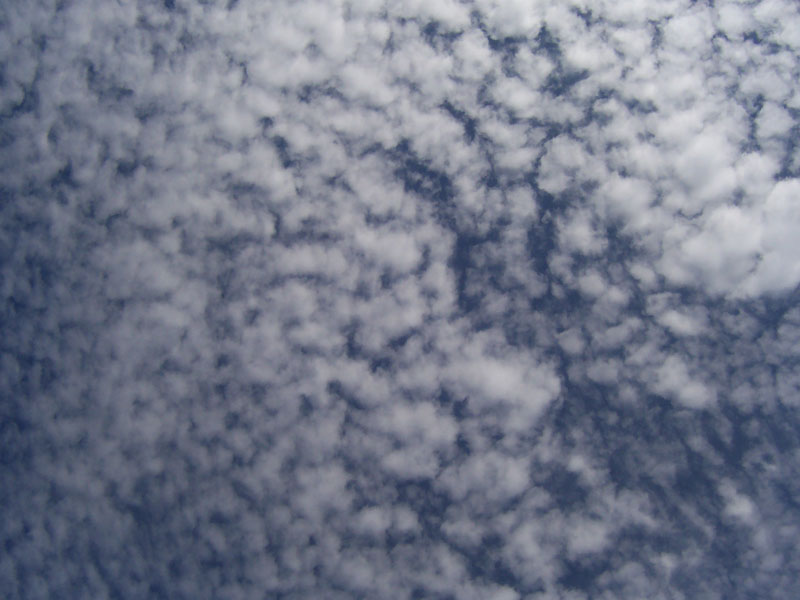
고적운

고적운(高積雲, altocumulus, 문화어: 높은더미구름)은 중층운으로 양떼구름, 높쌘구름이라고도 한다.
보통 지표면에서 2,000m ~ 6,100m 높이에서 나타난다. 구름의 입자는 대부분 작은 물방울로 되어 있으나 기온이 매우 낮을 때에는 일부가 빙정으로 되어 있는 경우도 있다. 색깔은 흰색이나 회색이며 그림자가 나타나므로 입체감이 있다. 고적운의 엷은 부분에는 햇무리, 달무리 또는 채운 현상이 잘 나타난다. 바람이 강하게 불 때에는 흔히 산 너머 하늘에 렌즈 모양의 고적운, 즉 렌즈구름이 생긴다.

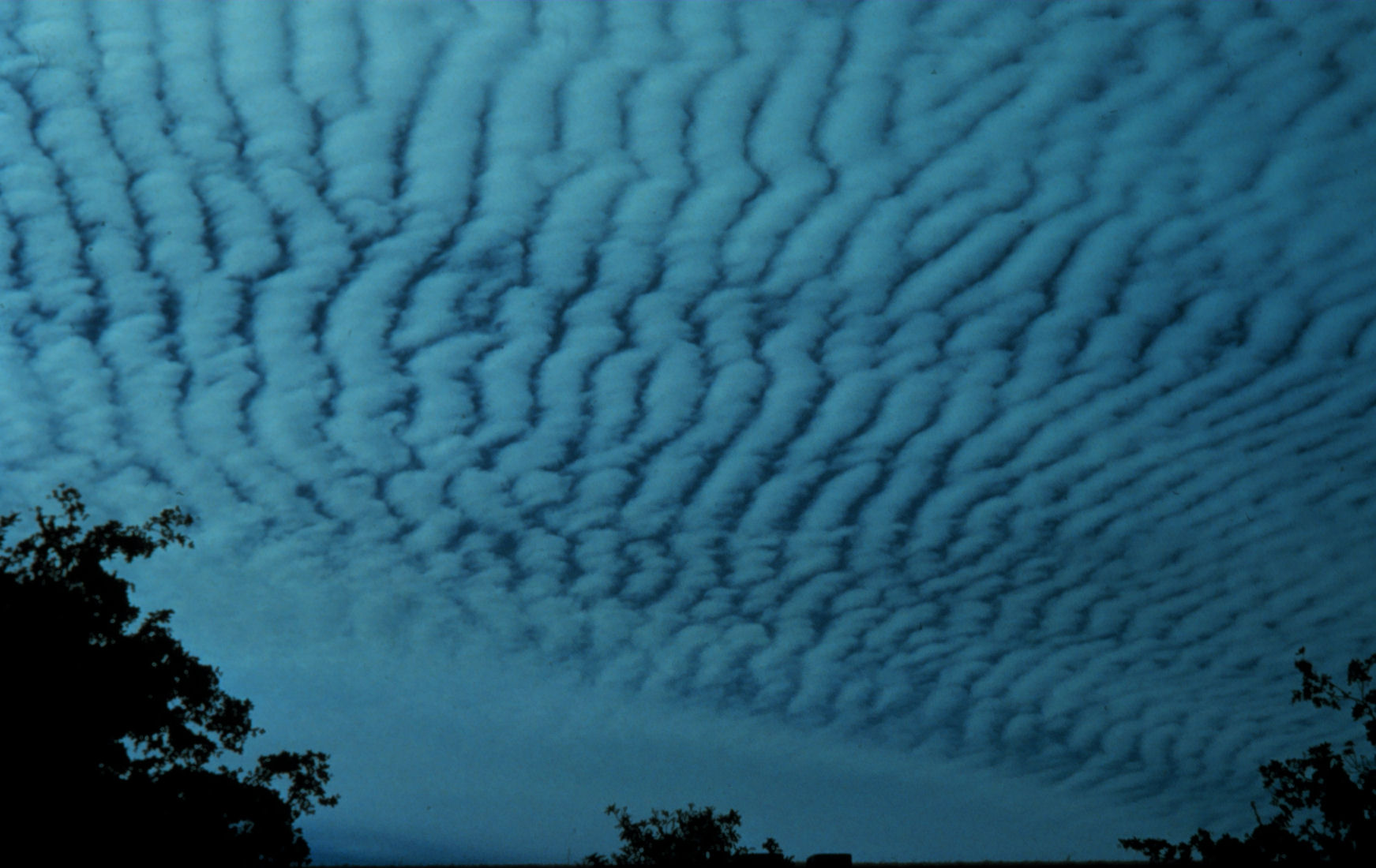
생선 비늘무늬의 고적운
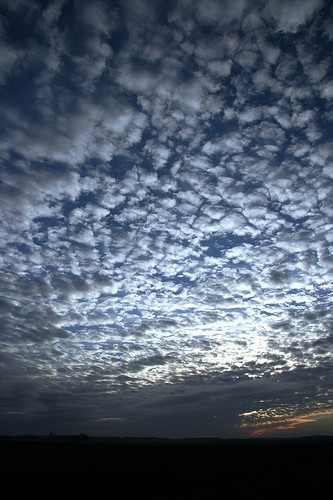
영국의 링컨셔주 상공에 나타난 고적운.
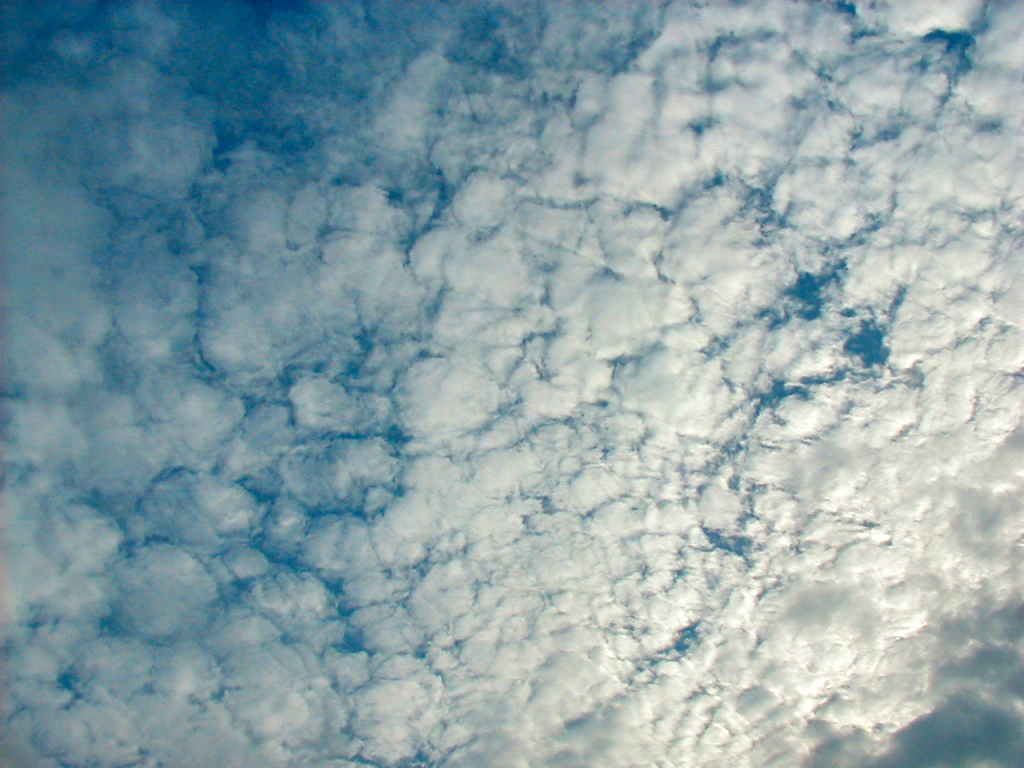
고적운